# Рашер, Джек
Джон Данбар Рашер IV (англ. John Dunbar Rusher IV; род. 18 апреля 1967, Бостон) — американский гребец, выступавший за сборную США по академической гребле в период 1984—1992 годов. Бронзовый призёр летних Олимпийских игр в Сеуле, серебряный призёр чемпионата мира, обладатель серебряной медали Игр доброй воли, победитель и призёр многих регат национального значения.

## Биография
Джек Рашер родился 18 апреля 1967 года в Бостоне, штат Массачусетс.
Занимался академической греблей во время учёбы в Гарвардском университете, состоял в местной гребной команде «Гарвард Кримсон», неоднократно принимал участие в различных студенческих соревнованиях, в частности становился чемпионом Национальной ассоциации студенческого спорта. Окончил университет в 1989 году.
Дебютировал в гребле на международной арене в сезоне 1984 года, когда вошёл в состав американской национальной сборной и выступил на юниорском мировом первенстве в Йёнчёпинге, где в зачёте распашных рулевых восьмёрок финишировал в финале четвёртым.
Благодаря череде удачных выступлений удостоился права защищать честь страны на летних Олимпийских играх 1988 года в Сеуле. В составе экипажа-восьмёрки в финале пришёл к финишу третьим позади команд из Западной Германии и Советского Союза — тем самым завоевал бронзовую олимпийскую награду.
После сеульской Олимпиады Рашер остался в составе гребной команды США на ещё один олимпийский цикл и продолжил принимать участие в крупнейших международных регатах. Так, в 1989 году он побывал на мировом первенстве в Бледе, откуда привёз награду серебряного достоинства, выигранную в программе безрульных четвёрок.
В 1990 году в восьмёрках выиграл серебряную медаль на Играх доброй воли в Сиэтле и занял пятое место на чемпионате мира в Тасмании.
В 1991 году на мировом первенстве в Вене в восьмёрках сумел квалифицироваться лишь в утешительный финал B и расположился в итоговом протоколе соревнований на девятой строке.
Находясь в числе лидеров американской национальной сборной, благополучно прошёл отбор на Олимпийские игры 1992 года в Барселоне — на сей раз попасть в число призёров не смог, в рулевых четвёрках финишировал в финале четвёртым. Вскоре по окончании этих соревнований принял решение завершить спортивную карьеру.
Впоследствии постоянно проживал в Чикаго, работал в финансовой сфере, занимался тренерской деятельностью. Женат на известной американской гребчихе Синтии Эккерт, серебряной олимпийской призёрке, обладательнице двух серебряных медалей чемпионатов мира.